# كلوديا ألين
كلوديا ألين (بالإنجليزية: Claudia Allen)‏ هي كاتبة مسرحية وكاتِبة أمريكية، ولدت في 2 أكتوبر 1954.